# Auriglobus modestus
Auriglobus modestus és una espècie de peix de la família dels tetraodòntids i de l'ordre dels tetraodontiformes.

## Morfologia
- Els mascles poden assolir 10,6 cm de longitud total.[1][2]

## Alimentació
Menja principalment insectes terrestres, gambes, llavors i, en menor quantitat, peixos i escates de peixos.

## Hàbitat
És un peix d'aigua dolça, de clima tropical (23 °C-28 °C) i demersal.

## Distribució geogràfica
Es troba a Àsia: Tailàndia, Malàisia i Indonèsia, incloent-hi la conca del riu Mekong.

## Observacions
És inofensiu per als humans.